# Эхо и Нарцисс

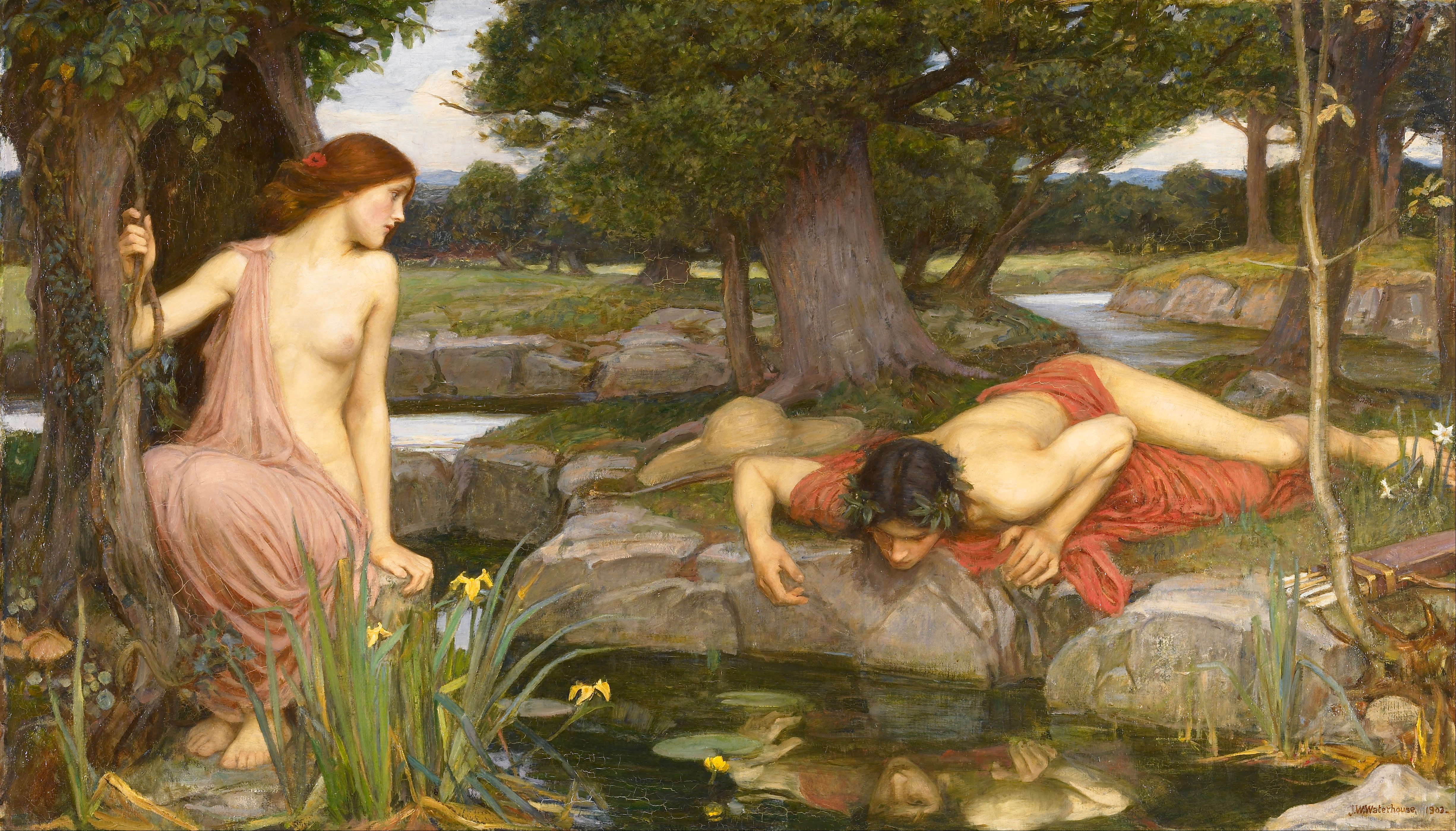
Джон Уильям Уотерхаус. «Эхо и Нарцисс» (1903)

«Эхо и Нарцисс» — древнегреческий миф, рассказывающий о любви нимфы Эхо к сыну речного бога Нарциссу. В наиболее известном варианте изложен в поэме древнеримского поэта Овидия «Метаморфозы».

## Сюжет
Нарцисс, красивый, но гордый юноша, никого не считал достойным любви, кроме себя. Нимфа Эхо повстречала Нарцисса, заблудившегося в густом лесу во время охоты, и влюбилась в него. Но проклятье, наложенное на нимфу Герой, не позволяет ей заговорить первой — она обречена лишь повторять чужие слова. Нарцисс, пытаясь найти дорогу, кричит, и Эхо имеет возможность отвечать ему. Но, увидев нимфу, юноша остается холоден и отталкивает её.
Нарцисс отвергает любовь всех, и разгневанная Афродита наказывает его. Однажды, склонившись к ручью, он видит своё отражение в воде и влюбляется в него. Не в силах уйти, он умирает и превращается в цветок.

## Варианты
В изложении Овидия сюжет приобретает в сравнении с древнегреческим мифом новые детали. В мифах до Овидия Нарцисс влюблялся в своё отражение в реке, но это показалось неправдоподобным, и поэт переделал предание: у Нарцисса умерла сестра, очень похожая на него, и он полюбил её в своём отражении.
Во вступление к рассказу Овидий приводит спор Юпитера и Юноны по поводу того, кто получает больше наслаждений в любви: мужчина или женщина. Спор решает Тирезий, восемь месяцев пробывший женщиной, в сторону слабого пола, чем гневает Юнону, и она лишает того зрения. Юпитер компенсирует это пророческим даром. Оракулы, изрекаемые слепцом, таинственны, как и все оракулы. Он обещает долгую жизнь Нарциссу, если он «не познает себя самого», и пророчество неожиданно сбывается.
Ещё одним изменением Овидия является то, что вместо реки Ламос в Беотии у него он приходит к чудесному, заколдованному озеру

## В искусстве

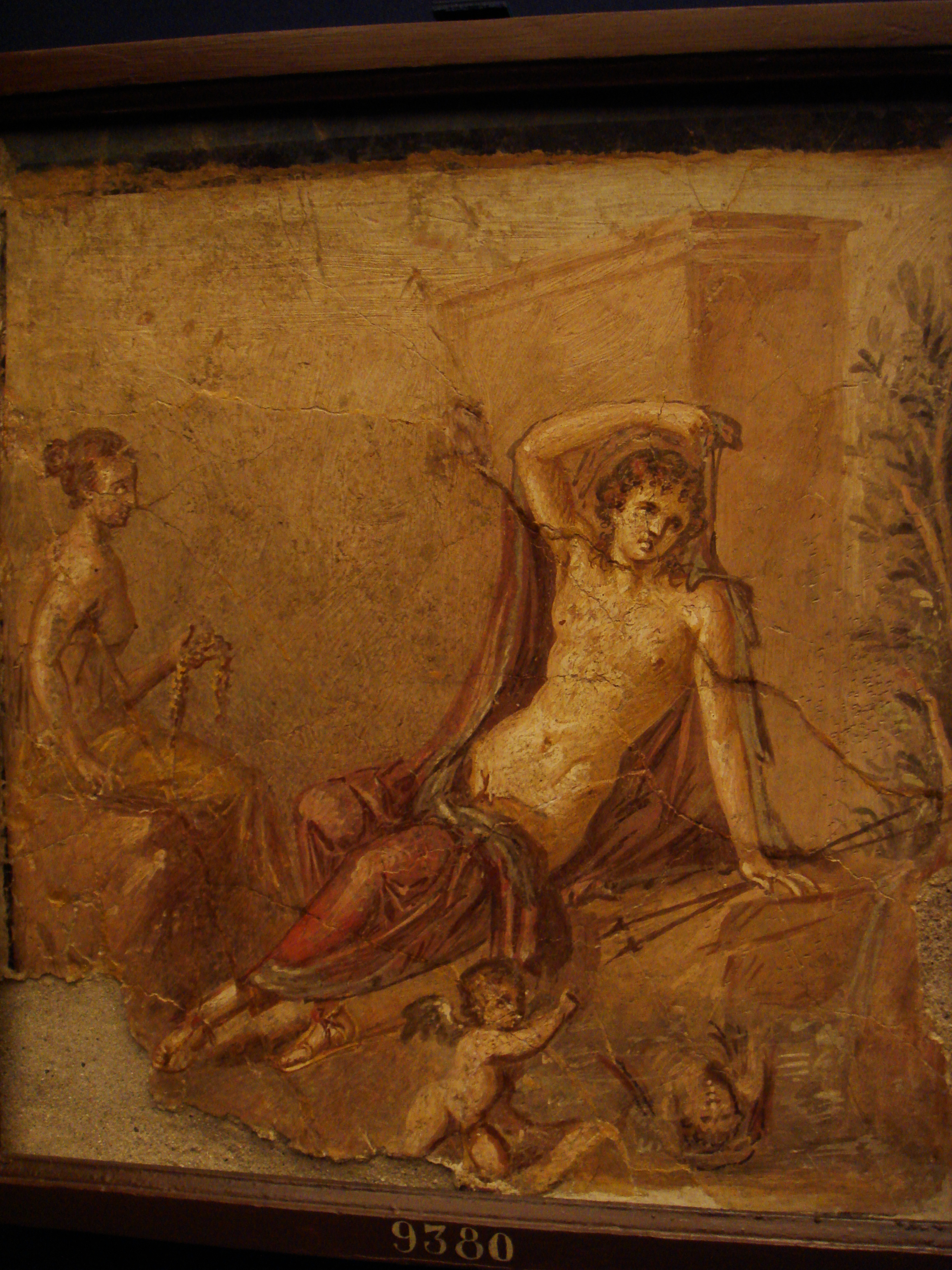
«Нарцисс и Эхо», фреска из Помпей (45–79 н. э.)

Миф об Эхо и Нарциссе неоднократно использовался в мировом искусстве начиная с древних времён. Среди художников, обращавшихся к сюжету, были Джон Уильям Уотерхаус, Никола Пуссен, Плачидо Констанци.
Кристоф Виллибальд Глюк написал на сюжет мифа реформаторскую оперу «Эхо и Нарцисс», ставшую последней в его жизни.